# Dachhaut

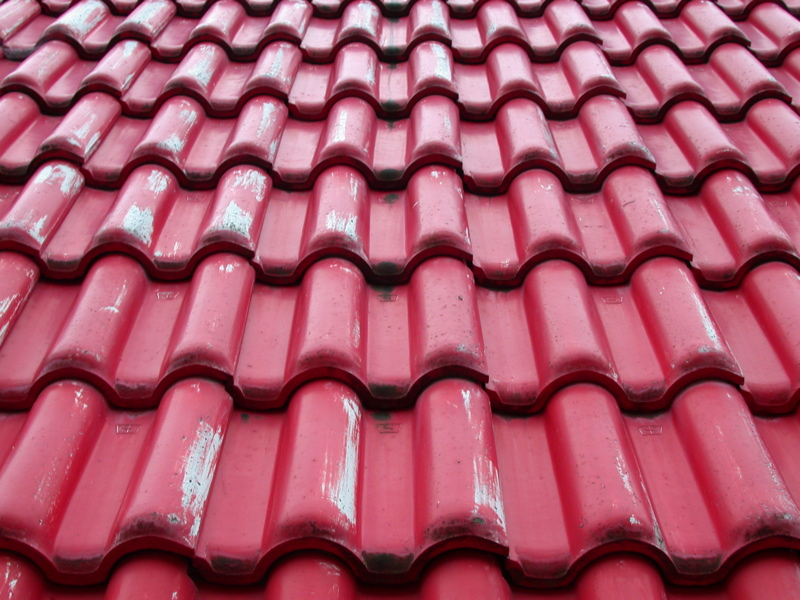
Dachdeckung mit Abschilferung der roten Beschichtung

Die Dachhaut ist der Teil eines Daches, der vor Niederschlag, Wind und Sonne schützt, und auf der tragenden Dachkonstruktion aufliegt.
Im engeren Sinne bezeichnet der Begriff Dachhaut nur das äußerste Bauteil, das je nach Wasserdurchlässigkeit eingeteilt wird in:
Dachdeckung
besteht aus einzelnen Bauteilen, die nicht wasserdicht sind, sondern das Wasser konstruktiv über die Dachneigung ableiten. Unter der Dachdeckung kann eine zweite, ebenfalls ableitende Schicht verbaut sein.
Dachabdichtung
ist vollständig wasserdicht (z. B. verschweißte Dachbahnen, Bleidächer oder andere fugenlose Metalle) und wird hauptsächlich bei Flachdächern eingesetzt.
Zum Schutz vor Ultraviolettstrahlung, mechanischer Beschädigung, Brand oder als ökologische Ausgleichsmaßnahme kann die Dachabdichtung z. B. mit Kies, Holz, Betonplatten oder einer Dachbegrünung abgedeckt werden. Diese Abdeckung wird dadurch nicht zur Dachhaut, sondern zu ihrem Bestandteil.

## Begriffsdefinitionen
Ein Sprachgebrauch, der sich bereits in der ersten Hälfte des 20. Jahrhunderts findet: „… die getragenen Dachdeckung, als das Schutzmittel gegen Witterungseinflüsse im Gegensatz zum tragenden Dachgerüst.“ (Wasmuths Lexikon der Baukunst)
Dachgerüst ist die Dachkonstruktion, das Tragwerk eines Daches, insofern ist Dachhaut eine Zusammenfassung der Begriffe Dachdeckung (Außenhaut) und Dachabdichtung (Unterkonstruktion der Dachdeckung).
Als Dachhaut bezeichnet der Dachdecker eine fiktive Fläche, die sich über die höchsten Punkte der Dachdeckung spannt.
Als Rechtsterminus findet sich Dachhaut beispielsweise in deutschen Landesbauordnungen, im Zusammenhang mit der Bestimmung von Abstandsflächen: „Wandhöhe ist das Maß von der Geländeoberfläche bis zum Schnittpunkt der Wand mit der Dachhaut ...“ (Musterbauordnung)
Aber auch bei baukonstruktiven Festlegungen zum Brandschutz: „Bei Gebäuden der Gebäudeklassen 1 bis 3 sind Brandwände mindestens bis unter die Dachhaut zu führen.“ (Musterbauordnung) Darunter ist zu verstehen, dass Brandwände die Dachkonstruktion durchdringen müssen.

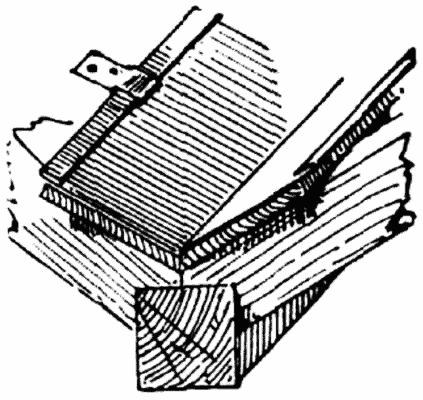
Teil der Dachhaut: das Kehlblech

## Instandhaltung und Schutz
Die Dachhaut ist vielfältigen Umwelteinflüssen ausgesetzt. Regelmäßige Pflege und Kontrolle sind daher wichtig, um Schäden vorzubeugen. 
Nach deutscher Rechtsprechung ist eine regelmäßige Dachwartung Pflicht für alle Hausbesitzer. Der Besitzer muss sicherstellen, dass keine Gefahren wie herabfallende Dacheindeckung von seiner Immobilie ausgehen. Kommt er der Wartungspflicht nicht nach, können bei Unfällen hohe Schadensersatzansprüche auf ihn zukommen. Auch Gebäudeversicherungen fordern zunehmend den  Nachweis regelmäßiger Kontrollen. Professionelle Dachhandwerker bieten dementsprechend Wartungsverträge an, die einen einwandfreien Zustand des Daches garantieren sollen. Eine selbständige Wartung durch den Hausbesitzer gilt hingegen nicht als Nachweis seiner Sorgfaltspflicht. 
Eine professionelle Dachwartung umfasst folgende Maßnahmen:
- Prüfung des Zustandes und der Beschaffenheit des gesamten Daches inklusive Dachfenster,
- Erkennung von Korrosionsschäden,
- Beseitigung von Ablagerungen, Rückständen und Pflanzenbewuchs,
- Reinigung von Sand-, Schlamm- und Laubfängen in Dachrinnen und -kehlen,
- Wiederherstellung des ungestörten Wasserablaufs bei Ein- und Überläufen,
- Überprüfung und Reinigung von Be- und Entlüftungsöffnungen,
- Beseitigung von Undichtheiten und Mängeln,
- Ausbesserung von Witterungs- und Sturmschäden,
- Ersetzen schadhafter Ziegel,
- Sanierung von Abdichtungen, Dichtmassen und Fugendichtungen.

Eine Dachwartung geht damit weit über die Leistungen einer gewöhnlichen Dachreinigung hinaus. 
Eine zusätzliche Schutzmaßnahme vor Dachschäden durch hohe Temperaturunterschiede und äußere Einflüsse wie Hagel bietet die Dachbegrünung. Eine Dachbegrünung schafft ausgeglichene Temperatur- und Feuchteverhältnisse und reduziert somit Spannungen in der Dachhaut.